# 비금 내촌마을 제당
비금  내촌마을 제당은 대한민국 전라남도 신안군 비금면 내월리, 내촌마을에 있다. 2009년 12월 16일 신안군의 향토유적 제34호로 지정되었다.

## 개요
마을의 풍농과 평안, 객지에 나간 사람의 무사고를 기원한다